# Saho-Afar jezici
Saho-Afar jezici, malena podskupina od (2) istočnokušitska jezika iz Eritreje i Etiopije i Džibutija.
Predstavnici su: afar ili danakilski [aar], 1.078.200; i saho 213.800

## Vanjske poveznice
- Ethnologue (14th)
- Ethnologue (15th)